# Osorno la Mayor
Osorno la Mayor település Spanyolországban, Palencia tartományban. Osorno la Mayor Herrera de Pisuerga, Melgar de Fernamental, Osornillo, Lantadilla, Marcilla de Campos, Villovieco, Villaherreros, Abia de las Torres és Espinosa de Villagonzalo községekkel határos. Lakosainak száma 1190 fő (2024).

## Népesség
A település népessége az elmúlt években az alábbi módon változott:
| Lakosok száma | 1690 | 1592 | 1499 | 1482 | 1435 | 1350 | 1252 | 1205 | 1159 | 1190 |
|               | 2001 | 2004 | 2007 | 2009 | 2012 | 2014 | 2017 | 2019 | 2022 | 2024 |